# Epopeus (König von Sikyon)
Epopeus (altgriechisch Ἐπωπεύς Epōpeús) ist in der griechischen Mythologie der Sohn des Poseidon und der Kanake. Als sein sterblicher Vater gilt Aloeus. Seine Geschwister sind Hopleus, Nireus, Aloeus, Triopas und Iphimedeia.

## Mythos
Korax, der König von Sikyon, starb kinderlos, deshalb kam Epopeus aus Thessalien und übernahm die Herrschaft. Nach anderer Überlieferung hatte sein Vater Aloeus schon über das Land, das damals noch Asopia hieß, regiert. Nach dem Tode des Bounos fiel ihm auch die Regierung über Ephyraia, das spätere Korinth, zu.
Epopeus entführte die schöne Antiope, da sie von ihm schwanger war. Nach anderer Lesart war Antiope von Zeus schwanger und floh aus Angst aus Theben vor ihrem Vater Nykteus nach Sikyon.
Nach einer Version zog Nykteus gegen Epopeus in den Krieg und im Zweikampf wurden beide schwer verletzt. Nykteus kehrte nach Theben zurück und beauftragte seinen Bruder Lykos Antiope zu befreien und verstarb. Epopeus errichtete Athene wegen des errungenen Sieges einen Tempel. Er vernachlässigte jedoch seine Wunden und verstarb ebenfalls. Bevor Lykos gegen Sikyon zu Felde zog lieferte Lamedon, der Nachfolger des Epopeus, Antiope aus.
Nach einer anderen Version beging Nykteus aus Schmach Selbstmord, nachdem er seinem Bruder den Auftrag zur Befreiung seiner Tochter gegeben hatte. Lykos tötete Epopeus, eroberte Sikyon und führte Antiope gefangen nach Theben. Während der Rückreise gebar sie die Zwillinge Amphion und Zethos, als deren irdischer Vater Epopeus gilt.
Als weiterer Sohn des Epopeus wird Marathon genannt, der wegen der Gewalttätigkeit seines Vaters nach Attika floh und erst nach dessen Tod zurückkehrte. Das Hügelgrab des Epopeus wurde vor den Toren der Stadt errichtet.
Eusebius von Caesarea schreibt Epopeus 35 Regierungsjahre zu.